# Karen Callisen
Karen Herdis Callisen (5. april 1882 - 17. januar 1970) var den første kvindelige danske geolog. På baggrund af omfattende studier udgav hun i begyndelsen af 1930'erne en detaljeret oversigt over det bornholmske grundfjelds beskaffenhed. Både før og efter Anden Verdenskrig undersøgte hun de petrografiske forhold i den sjældne kryolitforekomst ved Ivittuut i Grønland.
Ved siden af sit arbejde som geolog virkede hun i mange år som gymnasielærer. Hun var en slagfærdig og særpræget personlighed, som også i sin fremtoning skilte sig ud fra mængden.

## Liv og virke
Callisen fødtes på Troelstrup Overgaard i Tønning Sogn nordvest for Horsens som datter af gårdejer Søren Kallesen og hustruen Anna, født Pedersen. Hun tog i 1901 studentereksamen fra Lang og Hjorts kursus i København og påbegyndte ingeniørstudiet ved Polyteknisk Læreanstalt. Ved siden af studierne arbejdede hun 1906-11 som stenografassistent i Rigsdagen samt 1909-14 som lærerinde ved Hellerup Gymnasium.
Professor N.V. Ussings forelæsninger i geologi og mineralogi vakte Callisens interesse for et universitetsstudium i geologi, og i 1912 blev hun ansat som assistent på Universitetets Mineralogiske og Geologiske Museum. I 1915 blev Callisen den første kvindelige geolog i Danmark, da hun blev mag. scient. i mineralogi og krystallografi. I 1919 blev hun amanuensis ved museet, hvor hun tilbragte hele sin karriere. Fra 1932 til sin pensionering i 1952 var hun inspektør ved museets mineral- og bjergartsamling, men hun fortsatte sin videnskabelige virksomhed i mange år efter sin pensionering.

### Bornholms grundfjeld
N.V. Ussing havde i sine senere år påbegyndt en undersøgelse af Bornholms grundfjeld, som Callisen efter hans død fortsatte. I 1928 publicerede hun en detaljeret oversigt over de forskellige granitter og gnejsers petrografiske beskaffenhed; oversigten kom i udvidet form i en disputats fra 1932 Beiträge zur Kenntnis des Granitgrundgebirges von Bornholm. I 1934 publiceredes disputatsen, nu suppleret med grundige undersøgelser af diabasgange og kaolinforekomster.
Callisen opfattede de bornholmske granitter som magmatiske bjergarter, dannet ved langsom afkøling af en smeltet stenmasse. Hun opdelte granitterne i to aldersgrupper, en ældre med dannelsesrækkefølgen Rønne granit, Paradisbakke granit (i dag Paradisbakke migmatit), Vang granit, Stribet granit, Christiansø granit og Alminding granit, og en yngre med Hammer granit og Svaneke granit.
Callisen købte i slutningen af 1920'erne et lille hus i Bølshavn nær Listed, hvorfra hun resten af sin karriere havde udgangspunkt for sine undersøgelser på Bornholm.

### Ivittuut
Videnskabernes Selskab udsatte i begyndelsen af 1924 en prisopgave, En geologisk-petrografisk Undersøgelse af Kryolitforekomsten ved Ivigtut, til besvarelse i efteråret 1926. Dette var anledningen til, at Callisen begyndte at studere museets samling af materiale fra Ivittuut. Hun besvarede dog ikke opgaven, idet denne forudsatte et besøg i Ivittuut, hvilket ikke lod sig gøre inden fristens udløb. Men i 1925 blev hun tilknyttet Kryolith Mine og Handelsselskabet som geologisk konsulent og fortsatte som sådan efter sammenlægningen i 1939 med Øresunds Kemiske Fabrikker og dannelsen af Kryolitselskabet Øresund. På fire rejser til Ivittuut-området i 1927, 1931, 1946 og 1953 indsamlede Callisen et stort materiale af bjergarter og mineraler, som hun flittigt bearbejdede. I 1943 færdiggjorde hun afhandlingen The Nepheline Syenites of Grønne Dal-Ika Area, første del af et påtænkt trebindsværk om Ivittuut-områdets geologi. Hun havde dog af forretningsmæssige grunde i mange år svært ved at få lov til at publicere resultaterne af sit arbejde fra selve kryolitminen, og først i 1953 kom en artikel i populær form: "Kryoliten og dens ledsagemineraler".

### Meteoritter
Callisen interesserede sig levende for meteoritter og udgav i 1926 to populære afhandlinger herom. Hun bidrog til Axel Garboes afhandling om meteoritfaldet på Fyn i 1654, og sammen med kolleger udgav hun i 1963 en detaljeret beskrivelse af de to stenmeteoritter, som i 1951 faldt i Aarhus.

### Gymnasielærer
Allerede i sin studietid havde Callisen undervist på Hellerup Gymnasium, og sideløbende med sin ansættelse ved museet underviste hun 1921-1947 ved Ingrid Jespersens Skole i naturfag og kemi. Alfred Rosenkrantz husker hende fra sin tid på Hellerup Gymnasium som "i besiddelse af udpræget pædagogiske evner." Hun udgav en serie populære publikationer om bl.a. petroleum, skiferolie, aluminiumsfremstilling og færøske kul. I 1960 udsendte hun på Politikens Forlag håndbogen Sten i farver.

### Personlighed
Callisen var særdeles slagfærdig og en særpræget personlighed, der også i sin umiddelbare fremtoning skilte sig ud fra mængden. Hun røg store cigarer, havde ofte sin store schæferhund med på arbejde og gik utraditionelt klædt i langskaftede fedtlæderstøvler, knæbukser og kitteljakke med bælte og hvid flip, et antræk som også var meget velegnet til ekskursioner og feltarbejde.
Callisen giftede sig aldrig, men boede i stedet sammen med gode veninder, således 1911-1931 med lærer Lily Heden (1878-1931), 1931-1938 med sygeplejerske Signe Beck (1888-1938) og 1941-1963 med redaktør Paula Strelitz (1892-1963). Hjemmet var samlingssted for en række prominente personligheder, fx Niels og Harald Bohr, dr. phil. Ada Adler og rektorerne Hanne Adler, Hans Hartvig Møller og Helga Lund.
I 1919 fik Callisen en lille dreng i pleje, og hun viede hans opdragelse og uddannelse stor kærlighed og omhu. Under den tyske besættelse skjulte Callisen i en periode en jødisk veninde, og selvom hun flere gange blev afhørt af Gestapo på Dagmarhus, forstod hun hver gang at klare frisag.
Videnskabelig redelighed og ærlighed lå Callisen meget på sinde, og hun var blandt de 11 geologer, som i 1935 rejste en kraftig og dengang meget omtalt kritik af videnskabelige mangler i geologen Lauge Kochs grønlandsundersøgelser, som han bl.a. publicerede i bogen Geologie von Grönland fra 1935.

## Publikationer
Denne liste over Callisens publikationer er taget fra Rosenkrantz' nekrolog.
- 1907: En ny Teori for Agatdannelse, belyst med Eksperimenter med Gelatine. (Efter R. E. Liesegang: Die Entstehung der Achata. Centralbl. f. Mineralogie. Stutt-gart. 1910, 19.) Medd. dansk geol. Foren. 3, 631-33
- 1913: Dr. phil. K. J. V. Steenstrup. 7.9.1842-6.5.1913. Akademisk Ugeblad. 1913, p. 56
- 1914: Tenformede Tungspatkrystaller (”Pseudo-Gaylussit” og ”Pseudo-Pirssonit”) i Alunskiferen. Medd. dansk geol. Foren. 4, 245-58. Dansk Geologisk Forening, Årsskrift for 1971 [1972], 127
- 1917: Flokit. En ny Zeolith fra Island. Meddr dansk geol. Foren. 5(9), 6 pp.
- 1919: Petroleum. Naturens Verden 3, 97-118
- 1919: Skiferolie. Naturens Verden 3, 385-94
- 1920: Om Aluminium og dets Fremstilling, specielt af et norsk Raastof. Naturens Verden 4, 346-58
- 1924: Petrografiske Undersøgelser af Jernslagger fra Jylland; p. 122 i Niels Nielsen: Studier over Jernproduktionen i Jylland. (Disputats, 190 pp.)
- 1924: Anmeldelse af F. H. Hatch & R. H. Rastall: The Petrology of the Sedimentary Rocks ... Revised Edition (1923). Naturens Verden 8, 88-89
- 1925: Anmeldelse af J. Coggin Brown: India's Mineral Wealth (1923). Naturens Verden 9, 91
- 1926: Den grønlandske Meteorsten og andre Meteorer. Naturens Verden 10, 16-38
- 1926: Meteorer og tellurisk Jern. Kultur og Videnskab 21, 72 p.
- 1928: Grundfjeld (pp. 14-28) i ”Oversigt over Danmarks Geologi”. Udgivet af Victor Madsen. Danm. geol. Unders. række 5, 4
- 1929: Petrographische Untersuchung einiger Gesteine von Nordgrdnland. Meddr Grønland. 71(4), 219-57
- 1932: Beiträge zur Kenntnis des Granitgrundgebirges von Bornholm. Eine geologisch-petrographische Untersuchung. Disputats. København. 154 pp.
- 1933: Karl Ludwig Giesecke (1761-1833). Naturens Verden 17, 125-33
- 1933: Lidt om Færøerne og deres Kul. Naturens Verden 17, 415-30
- 1933: Anmeldelse af S.A. Andersen: ”Det danske Landskabs Historie”. Kronik i Dagens Nyheder, 27. November 1933
- 1934: Das Grundgebirge von Bornholm. Danm. geol. Unders., række 2, 50, 266 pp.
- 1934: Beiträge zur Gliederung des Grundgebirges von Bornholm. Geol. Rundschau 25(4), 276-80. Berlin
- 1935: Sammen med Bøggild, 0. B. og fl. (”de elleve”): Bemærkninger til Lauge Koch: Geologie von Grünland. 1935. Meddr dansk geol. Foren. 8, 483-96
- 1935: Indlæg ved ekstraordinær Generalforsamling 9. December 1935 i dansk geol. Foren., angående Lauge Koch. Meddr dansk geol. Foren. 8, 561-576
- 1940: Til Hr. Kaj Hansen: De bornholmske Kaolinforekomsters Oprindelse og Alder. Meddr dansk geol. Foren. 9, 642-43
- 1941: Bemærkninger om Graniter fra England, Schweiz og Hongkong. I Harald Faber: On Sea Salt-Solutions in Microscopic Cavities in Granites. Danm. geol. Unders., Række 2, 67, 35-37
- 1943: Igneous Rocks of the Ivigtut Region, Greenland. I: The Nepheline Syenites of the Grønne Dal-Ika Area. Meddr Grønland 131(8), 7-74
- 1945: Til Mineralogisk Museums Historie. Kong Christian VIII og hans particulaire mineralogiske Cabinet. Meddr dansk geol. Foren. 10, 507-31.
- 1952: Bemærkninger om Faldomstændigheder m. m., tilknyttet Garboe, Axel: Meteoritfaldet på Fyen i året 1654. Meddr dansk geol. Foren. 12, 293-95, 297
- 1953: Kryoliten og dens ledsagemineraler. Tidsskriftet Grønland, 378-85
- 1956: Fragmenter og spor af bjergarter ældre end graniten på Bornholm. Meddr dansk geol. Foren. 13(3), 158-73.
- 1957: Hornblende with Pyroxene Core in the Rønne Granite, Bornholm. Meddr dansk geol. Foren. 13, 236-37
- 1960: Sten i farver. Politikens forlag. 159 pp. med bidrag af Helge Gry
- 1963: & Pauly, H.: The Aarhus meteorites. Mat. Fys. Medd. Dan. Vid. Selsk. 34(1), 25 pp.